# Beaussault
Beaussault és un municipi francès situat al departament del Sena Marítim i a la regió de Normandia. L'any 2007 tenia 383 habitants.

## Demografia

### Població
El 2007 la població de fet de Beaussault era de 383 persones. Hi havia 148 famílies de les quals 32 eren unipersonals (20 homes vivint sols i 12 dones vivint soles), 44 parelles sense fills, 56 parelles amb fills i 16 famílies monoparentals amb fills.
La població ha evolucionat segons el següent gràfic:
Habitants censats

### Habitatges
El 2007 hi havia 206 habitatges, 149 eren l'habitatge principal de la família, 37 eren segones residències i 20 estaven desocupats. Tots els 206 habitatges eren cases. Dels 149 habitatges principals, 107 estaven ocupats pels seus propietaris, 37 estaven llogats i ocupats pels llogaters i 5 estaven cedits a títol gratuït; 3 tenien dues cambres, 29 en tenien tres, 43 en tenien quatre i 75 en tenien cinc o més. 118 habitatges disposaven pel capbaix d'una plaça de pàrquing. A 63 habitatges hi havia un automòbil i a 78 n'hi havia dos o més.

### Piràmide de població
La piràmide de població per edats i sexe el 2009 era:
| Homes | Edats   | Dones |
| ----- | ------- | ----- |
| 0     | 95 o +  | 0     |
| 4     | 90 a 94 | 0     |
| 0     | 85 a 89 | 0     |
| 8     | 80 a 84 | 8     |
| 4     | 75 a 79 | 0     |
| 12    | 70 a 74 | 4     |
| 8     | 65 a 69 | 4     |
| 20    | 60 a 64 | 4     |
| 4     | 55 a 59 | 12    |
| 12    | 50 a 54 | 8     |
| 8     | 45 a 49 | 20    |
| 16    | 40 a 44 | 4     |
| 24    | 35 a 39 | 24    |
| 12    | 30 a 34 | 20    |
| 8     | 25 a 29 | 4     |
| 12    | 20 a 24 | 8     |
| 32    | 15 a 19 | 12    |
| 8     | 10 a 14 | 28    |
| 16    | 5 a 9   | 4     |
| 12    | 0 a 4   | 8     |

## Economia
El 2007 la població en edat de treballar era de 244 persones, 174 eren actives i 70 eren inactives. De les 174 persones actives 162 estaven ocupades (92 homes i 70 dones) i 12 estaven aturades (3 homes i 9 dones). De les 70 persones inactives 23 estaven jubilades, 25 estaven estudiant i 22 estaven classificades com a «altres inactius».

### Ingressos
El 2009 a Beaussault hi havia 160 unitats fiscals que integraven 396 persones, la mediana anual d'ingressos fiscals per persona era de 15.017 €.

### Activitats econòmiques
Dels 8 establiments que hi havia el 2007, 1 era d'una empresa extractiva, 1 d'una empresa alimentària, 1 d'una empresa de fabricació d'altres productes industrials, 3 d'empreses de construcció i 2 d'empreses de comerç i reparació d'automòbils.
Dels 4 establiments de servei als particulars que hi havia el 2009, 2 eren tallers de reparació d'automòbils i de material agrícola, 1 fusteria i 1 empresa de construcció.
L'any 2000 a Beaussault hi havia 27 explotacions agrícoles que ocupaven un total de 1.800 hectàrees.

## Equipaments sanitaris i escolars
El 2009 hi havia una escola maternal integrada dins d'un grup escolar amb les comunes properes formant una escola dispersa.

## Poblacions més properes
El següent diagrama mostra les poblacions més properes.